# John Birch Society
The John Birch Society (česky Společnost Johna Birche) je americká politická zájmová skupina, podporujícící to, co považuje za tradiční konzervativní hodnoty (jako např. soukromé vlastnictví, roli zákona a suverenitu USA) a oponující globalizaci. Aktuálně vystupuje např. pro audit a postupné opuštění Federálního rezervního systému a přechod z měny s nuceným oběhem na zlatý standard, nebo pro vystoupení USA z Organizace spojených národů. Společnost Johna Birche stojí politicky napravo podle amerického politického spektra. V době studené války vystupovala výrazně antikomunisticky.

## Historie
John Birch Society byla založena v roce 1958 v Indianapolis ve státě Indiana dvanácti zakládajícími členy, lidmi vedenými Robertem W. Welchem, Jr, který byl jejím prezidentem až do roku 1983. Nese jméno Johna Birche, amerického vojenského rozvědného důstojníka a baptistického misionáře z II. světové války, který byl zabit v roce 1945 příznivci čínské komunistické strany; Birchovi rodiče pak do Společnosti vstoupili jako doživotní členové. V roce 1983 se stal předsedou Larry McDonald, který téhož roku zahynul na palubě sestřeleného letu KAL 007.
V současné době Společnost sídlí ve městě Appleton ve státě Wisconsin a má pobočky ve všech 50 amerických státech. Vlastní nakladatelství American Opinion Publishing, které publikuje žurnál The New American („Nový Američan“).